# Saint-Denis-sur-Coise
Saint-Denis-sur-Coise és un municipi francès situat al departament del Loira i a la regió d'Alvèrnia-Roine-Alps. L'any 2007 tenia 569 habitants.

## Demografia

### Població
El 2007 la població de fet de Saint-Denis-sur-Coise era de 569 persones. Hi havia 208 famílies de les quals 48 eren unipersonals (28 homes vivint sols i 20 dones vivint soles), 56 parelles sense fills, 100 parelles amb fills i 4 famílies monoparentals amb fills.
La població ha evolucionat segons el següent gràfic:
Habitants censats

### Habitatges
El 2007 hi havia 250 habitatges, 209 eren l'habitatge principal de la família, 17 eren segones residències i 24 estaven desocupats. 218 eren cases i 32 eren apartaments. Dels 209 habitatges principals, 165 estaven ocupats pels seus propietaris, 41 estaven llogats i ocupats pels llogaters i 3 estaven cedits a títol gratuït; 1 tenia una cambra, 11 en tenien dues, 31 en tenien tres, 51 en tenien quatre i 115 en tenien cinc o més. 163 habitatges disposaven pel capbaix d'una plaça de pàrquing. A 90 habitatges hi havia un automòbil i a 110 n'hi havia dos o més.

### Piràmide de població
La piràmide de població per edats i sexe el 2009 era:
| Homes | Edats   | Dones |
| ----- | ------- | ----- |
| 0     | 95 o +  | 0     |
| 0     | 90 a 94 | 0     |
| 4     | 85 a 89 | 8     |
| 0     | 80 a 84 | 4     |
| 4     | 75 a 79 | 4     |
| 16    | 70 a 74 | 12    |
| 4     | 65 a 69 | 12    |
| 16    | 60 a 64 | 8     |
| 16    | 55 a 59 | 8     |
| 24    | 50 a 54 | 16    |
| 16    | 45 a 49 | 8     |
| 12    | 40 a 44 | 20    |
| 24    | 35 a 39 | 24    |
| 24    | 30 a 34 | 28    |
| 28    | 25 a 29 | 8     |
| 16    | 20 a 24 | 16    |
| 12    | 15 a 19 | 16    |
| 40    | 10 a 14 | 20    |
| 20    | 5 a 9   | 16    |
| 20    | 0 a 4   | 24    |

## Economia
El 2007 la població en edat de treballar era de 356 persones, 280 eren actives i 76 eren inactives. De les 280 persones actives 271 estaven ocupades (151 homes i 120 dones) i 9 estaven aturades (3 homes i 6 dones). De les 76 persones inactives 32 estaven jubilades, 18 estaven estudiant i 26 estaven classificades com a «altres inactius».

### Ingressos
El 2009 a Saint-Denis-sur-Coise hi havia 216 unitats fiscals que integraven 637 persones, la mediana anual d'ingressos fiscals per persona era de 14.897 €.

### Activitats econòmiques
Dels 14 establiments que hi havia el 2007, 8 eren d'empreses de construcció, 2 d'empreses d'hostatgeria i restauració, 1 d'una empresa de serveis, 1 d'una entitat de l'administració pública i 2 d'empreses classificades com a «altres activitats de serveis».
Dels 7 establiments de servei als particulars que hi havia el 2009, 1 era un guixaire pintor, 1 fusteria, 1 lampisteria, 1 electricista, 2 perruqueries i 1 restaurant.
L'any 2000 a Saint-Denis-sur-Coise hi havia 44 explotacions agrícoles que ocupaven un total de 952 hectàrees.

## Equipaments sanitaris i escolars
El 2009 hi havia una escola elemental.

## Poblacions més properes
El següent diagrama mostra les poblacions més properes.